# يفهين سيليزنيوف

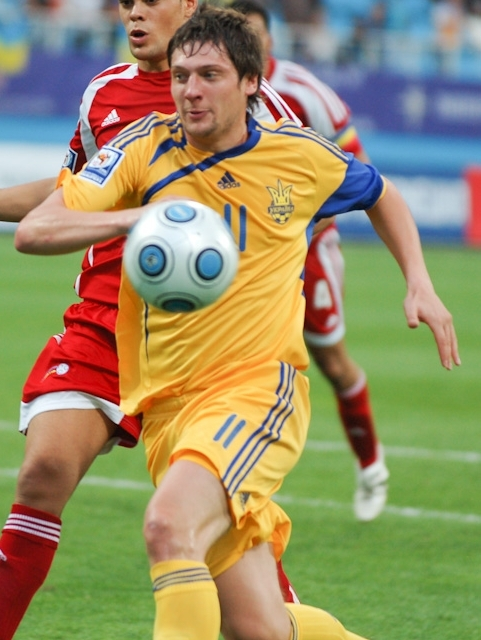

يفهين أوليكساندروفيتش سيليزنيوف (بالأوكرانية: Селезньов Євген Олександрович)‏ (مواليد 20 يوليو 1985 في ماكييفكا) لاعب كرة قدم أوكراني دولي يجيد اللعب في خط الهجوم . يلعب حاليا لصالح نادي دنيبرو دنيبروبيتروفيسك الأوكراني منذ 2009 .

## روابط خارجية
- يفهين سيليزنيوف على موقع الاتحاد الدولي (مؤرشف)  (الإنجليزية)
- يفهين سيليزنيوف على موقع الاتحاد الأوربي (الإنجليزية)
- يفهين سيليزنيوف على موقع اتحاد تركيا (لاعب) (الإنجليزية)
- يفهين سيليزنيوف على موقع اتحاد أوكرانيا (الإنجليزية)
- يفهين سيليزنيوف على موقع قاعدة بيانات كرة القدم.إي يو (الإنجليزية)
- يفهين سيليزنيوف على موقع ناشيونال فوتبول تيمز (الإنجليزية)
- يفهين سيليزنيوف على موقع Soccerway.com (الإنجليزية)
- يفهين سيليزنيوف على موقع عالم كرة القدم.نت (الإنجليزية)
- يفهين سيليزنيوف على موقع AS.com (الإسبانية)